# Rebecca Immanuel
Rebecca Immanuel (nacida como Sonja Zimmer) (Oberhausen, Renania del Norte-Westfalia, 13 de noviembre de 1970) es una actriz alemana. 

## Biografía
Después de quedarse y graduarse de la escuela secundaria en los Estados Unidos y graduarse de la escuela secundaria en Hamburgo en 1991, Rebecca Immanuel estudió en la Academia de Drama Ernst Busch en Berlín. También asistió al Hollywood Acting Workshop y tuvo clases de canto durante varios años. 
La actriz obtuvo su primera experiencia  en el programa Now Coming en NDR y como moderadora de Lernexpress (BBC). En 1994 asumió su primer papel en la producción de televisión Das Schwein - Eine deutsche Career. En el mismo año actuó en la serie Against the Wind. En Eldorado (1995) Rebecca Immanuel (en ese momento todavía bajo su nombre real Sonja Zimmer) obtuvo su primer papel principal. 
Además, protagonizó en 1996  The Wild Leni y en 1999 en 'Ne cheap chance. Rebecca Immanuel apareció en televisión en The Bulle von Tölz: Death from Space (1999), The Streets of Berlin: Minced Meat (1998), The Castle of Horror (1998), Women Lying Better (1999), Weddings for Four ( 2001), Caperucita Roja (2005), anhelando ver Rimini (2007) y Katie Fforde: Festtagsstimmung (2010). 
Con la serie de abogados Edel & Starck , que comenzó en 2002 se dio a conocer a una amplia audiencia. En el mismo año fue nominada para el Premio de la televisión alemana y recibió el Premio de la televisión bávara en 2003. 
Con la tragicomedia "Ahora es nuestro turno", comenzó la colaboración con el director Heiko Schier, que continuó en 2011 con el episodio de aniversario de la escena del crimen de Berlín Mauerpark. Schier había escrito el doble papel de las hermanas Kilian, especialmente para ella. También se mantuvo fiel al tema dramático en Sin ayuda: Elementos de duda dirigido por Jan Ruzicka.
Rebecca Immanuel está casada y tiene un hijo.

## Filmografía(selección)
- 1994: Doble acción - Ansiedad (serie de televisión)
- 1995: El cerdo: una carrera alemana (miniserie)
- 1995: Eldorado (película de televisión)
- 1995: Against the Wind (serie de TV, 7 episodios)
- 1996: Escena del crimen - guardián de cocodrilos (serie de televisión)
- 1996: el salvaje Leni
- 1997: Para todos los casos Stefanie - prueba dura (serie de televisión)
- 1998: ¡Y adiós! - Ballermann Olé
- 1998: Las calles de Berlín - carne picada (serie de televisión)
- 1998: El castillo del horror (película para televisión)
- 1999: El toro de Tölz: Death from Space (serie de televisión)
- 1999: una gran oportunidad
- 1999: Wilsberg - Wilsberg y la mujer muerta en el lago (serie de televisión)
- 2000: El payaso - Buitre (serie de televisión)
- 2000: las mujeres mienten mejor (película de televisión)
- 2000: Por si acaso Stefanie - Juego doble (serie de televisión)
- 2000: Los hombres son algo maravilloso - The Beauty Farm (Serie de TV)
- 2001: Balko - Un policía en la prisión de mujeres (serie de televisión)
- 2001: Delta Team - Misión secreta - Last Will (serie de televisión)
- 2001: Boda para cuatro (película de televisión)
- 2001: En toda la amistad - La novia de mi hermano (Serie de TV)
- 2002: Edgar Wallace - Los cuatro hombres justos (película para televisión)
- 2002: Edgar Wallace - El castillo del horror (película de televisión)
- 2002: Investigadores objetivo - Praga enigmática (serie de televisión)
- 2002–2005: Edel y Starck (serie de televisión, 52 episodios)
- 2004: los funcionarios de finanzas no son besados (película de televisión)
- 2005: Caperucita Roja (película de televisión)
- 2006: Quién secuestra a mi esposa (película para televisión)
- 2007: La reina de las rosas (película para televisión)
- 2007: Anhelo de Rimini (película de televisión)
- 2008: The Dream Ship - Río de Janeiro (serie de televisión)
- 2008–2009: Taco y Rabbit (serie de televisión, dos episodios)
- 2009: detective contra su voluntad (película de televisión)
- 2009: Böseckendorf - La noche en que desapareció un pueblo (película para televisión)
- 2009: Noticias de Büttenwarder - Dorfschule (serie de televisión)
- 2009: Homeland Stories - Love under AC (serie de televisión)
- 2010: Katie Fforde - humor festivo (película de televisión)
- 2010: Un verano en Ciudad del Cabo (película de televisión)
- 2011: ¡ahora es nuestro turno! (Película de televisión)
- 2011: In All Friendship - What Really Matters (Serie de TV)
- 2011: escena del crimen - Mauerpark (serie de televisión)
- 2012: sin ayuda de nadie - Elementos de duda (serie de TV)
- desde 2012: The Bergdoktor (serie de televisión)
- 2012: Distrito capital - desechos tóxicos (serie de televisión)
- 2013: ¡Todo el poder para los niños! (Película de televisión)
- 2013: Danni Lowinski - esclavo de la casa (serie de televisión)
- 2014: The Family Detective - El hijo pródigo (Serie de TV)
- 2014: Siebenschön (cuento de hadas del 7 Temporada de la serie de televisión seis en un barrido)
- 2014: Heldt - pareja de ensueño (serie de televisión)
- 2014: El fiscal - The Luder (serie de televisión)
- 2015: Wilsberg - Vientre, piernas, trasero (serie de TV)
- 2015: Cruise to Happiness - Montenegro (serie de televisión)
- 2015: un equipo fuerte: legado mortal (película para televisión)
- 2015: Hubert y Staller (serie de televisión, episodio El vuelo del fénix)
- 2016: Rosamunde Pilcher - Tango argentino (serie de televisión)
- 2016: The Specialists - En nombre de la víctima - Death of an Undead (Serie de TV)
- 2016: Papá y la novia de Cuba (película de televisión)
- 2016: Act Ex (serie de televisión, episodio Beautiful to Die)
- 2016: Todo por amor (película de televisión)
- desde 2016: The Eifel Practice (serie de televisión)
- 2017: El planificador de bodas (película de televisión)
- 2020: Kroymann (transmisión satelital, 1 episodio)

## Enlaces web
- Rebecca Immanuel
- Rebecca Immanuel
- "Sedcard" Archivado el 11 de diciembre de 2019 en Wayback Machine. con foto en el ZAV
- Sitio web oficial de Rebecca Immanuel